# Chamblac
Chamblac település Franciaországban, Eure megyében. Lakosainak száma 359 fő (2022. január 1.). Chamblac Broglie, Ferrières-Saint-Hilaire és Mesnil-en-Ouche községekkel határos.

## Népesség
A település népességének változása:
| Lakosok száma | 342  | 327  | 336  | 361  | 389  | 390  | 391  | 396  | 385  | 359  |
|               | 1968 | 1982 | 1990 | 2006 | 2013 | 2015 | 2017 | 2019 | 2020 | 2022 |